# Turó de les Fontetes
El Turó de les Fontetes és una muntanya de 109 metres que es troba al municipi de Cerdanyola del Vallès, a la comarca del Vallès Occidental.
És ocupat parcialment pel parc del Turonet.